# SuperM (EP)
SuperM é o EP de estréia de SuperM. Foi lançado em 4 de outubro de 2019.  O álbum físico tem 8 versões diferentes: uma edição individual para cada membro e uma versão "unida".

## Desempenho comercial
O SuperM estreou no número um na Billboard 200 dos EUA com 168.000 unidades equivalentes a álbuns, das quais 164.000 foram pura venda. As vendas do EP foram fortemente reforçadas pelos mais de 60 pacotes de mercadorias dos quais foi vendido como parte, incluindo uma oferta de resgate de ingressos para concertos com as vendas do EP e as oito versões físicas diferentes disponíveis. 

## Lista de faixas
Lista de faixas adaptadas do ITunes e Genius.
| N.º            | Título                                              | Duração |  |
| 1.             | "Jopping"                                           | 4:11    |  |
| 2.             | "I Can't Stand The Rain"                            | 3:28    |  |
| 3.             | "2 Fast (Baekhyun, Taemin, Lucas e Mark)"           | 3:00    |  |
| 4.             | "Super Car (Baekhyun, Taemin, Taeyong, Ten e Mark)" | 3:34    |  |
| 5.             | "No Manners (Taemin, Kai, Taeyong e Ten)"           | 3:03    |  |
| 6.             | "Jopping (Instrumental)"                            | 4:11    |  |
| 7.             | "I Can't Stand The Rain (Instrumental)"             | 3:28    |  |
| Duração total: | Duração total:                                      | 24:57   |  |

## Histórico de lançamento
| Região | Data                 | Formato                          | Gravadora  | Ref.          |
| ------ | -------------------- | -------------------------------- | ---------- | ------------- |
| Mundo  | 4 de outubro de 2019 | CD download digital streaming LP | SM Capitol | [ 10 ] [ 12 ] |

## Desempenho
| Chart (2019)                            | Melhor posição |
| --------------------------------------- | -------------- |
| Japanese Weekly Digital Albums (Oricon) | 130            |
| Japan Hot Albums (Billboard Japan)      | 5              |
| Japanese Weekly Digital Albums (Oricon) | 3              |
| UK Digital Albums (OCC)                 | 19             |